# 薩氏巴拉圭鯰
薩氏巴拉圭鯰，是輻鰭魚綱鯰形目骨甲鯰科的其中一種。

## 分布
本魚原分布於南美洲马拉开波湖的西方和東方支流。

## 特徵
本魚魚體顏色烏黑，頭大，眼睛位置高，且為明亮的藍色。口下位，有四排排成菱形的牙齒。帆狀背鰭基部很長，呈三角形，尾柄則相當狹窄，尾鰭為大琴狀。體長可達28公分。

## 生態
本魚棲息於溪流與湖泊，為底棲性，性情溫和，為草食性。

## 經濟利用
為高價值得觀賞魚，飼養時需要大量綠色植物。